# آستین شورهوف
آستین شورهوف (به انگلیسی: Austin Surhoff) (زادهٔ ۲۷ نوامبر ۱۹۹۰) شناگر اهل ایالات متحده آمریکا است.